# كورياجما
كورياجما (بالروسية: Коряжма) هي إحدى مدن روسيا في الكيان الفدرالي الروسي أوبلاست أرخانغلسك.